# Xã Union, Quận Licking, Ohio
Xã Union (tiếng Anh: Union Township) là một xã thuộc quận Licking, tiểu bang Ohio, Hoa Kỳ. Năm 2010, dân số của xã này là 8.783 người.